# Joshua Abuaku
Joshua Abuaku (ur. 7 lipca 1996 w Oberhausen) – niemiecki lekkoatleta specjalizujący się w biegach płotkarskich, olimpijczyk.
Uczestnik letnich igrzysk olimpijskich w Tokio (2021) – w konkurencji 400 m ppł zajął 5. miejsce w biegu eliminacyjnym (uzyskany czas: 49,50), a następnie w półfinale zajął 8. miejsce (uzyskany czas: 49,93) i nie zdobył awansu do finału, a w 2024 w Paryżu odpadł w tej samej fazie rywalizacji.
W lekkoatletycznych mistrzostwach Niemiec zdobył 4 medale w biegu na 400 m ppł: złoty (2023) oraz 3 brązowe (2018, 2019, 2020).

## Osiągnięcia
| Rok  | Impreza                                 | Miejsce    | Konkurencja                 | Lokata     | Wynik   |
| ---- | --------------------------------------- | ---------- | --------------------------- | ---------- | ------- |
| 2015 | Mistrzostwa Europy juniorów             | Eskilstuna | bieg na 400 m przez płotki  | 2. miejsce | 51,46   |
| 2017 | Młodzieżowe Mistrzostwa Europy          | Bydgoszcz  | bieg na 400 m przez płotki  | półfinał   | 50,79   |
| 2019 | Uniwersjada                             | Neapol     | bieg na 400 m przez płotki  | 7. miejsce | 50,44   |
| 2021 | Igrzyska olimpijskie                    | Tokio      | bieg na 400 m przez płotki  | półfinał   | 49,93   |
| 2022 | Mistrzostwa Europy                      | Monachium  | bieg na 400 m przez płotki  | 5. miejsce | 48,79   |
| 2023 | I dywizja drużynowych mistrzostw Europy | Chorzów    | bieg na 400 m przez płotki  | –          | DNF     |
| 2023 | Mistrzostwa świata                      | Budapeszt  | bieg na 400 m przez płotki  | 8. miejsce | 48,53   |
| 2024 | Mistrzostwa Europy                      | Rzym       | bieg na 400 m przez płotki  | półfinał   | 49,13   |
| 2024 | Igrzyska olimpijskie                    | Paryż      | bieg na 400 m przez płotki  | półfinał   | 50,19   |
| 2025 | I dywizja drużynowych mistrzostw Europy | Madryt     | bieg na 400 m przez płotki  | 6. miejsce | 49,39   |
| 2025 | I dywizja drużynowych mistrzostw Europy | Madryt     | sztafeta mieszana 4 × 400 m | 7. miejsce | 3:13,21 |

## Rekordy życiowe
- stadion

- bieg na 400 m – 46,53 (23 lipca 2022, Ludwigshafen am Rhein)
- bieg na 400 m ppł – 48,12 (3 września 2023, Berlin)

- hala

- bieg na 400 m – 48,21 (27 lutego 2016, Lipsk)